# Chromis earina
Chromis earina är en fiskart som beskrevs av Pyle, Earle och Greene 2008. Chromis earina ingår i släktet Chromis och familjen Pomacentridae. Inga underarter finns listade i Catalogue of Life.